# Dypterygia assuetus
Dypterygia assuetus là một loài bướm đêm thuộc họ Noctuidae. Nó được tìm thấy ở Nam Mỹ, bao gồm Costa Rica và Brasil.